# 포폴레 미셍가
포폴레 미셍가(영어: Popole Misenga, 1992년 2월 25일 ~ )는 콩고민주공화국출신의 난민으로 유도 선수이다.
2016년 하계 올림픽에서 남자 유도 90kg 대한민국의 곽동한선수에게 누르기 한판승으로 진 바가 있다.

## 올림픽 성적

### 2016년 하계 올림픽남자 -90kg 성적
| 선수          | 세부 종목 | 64강전              | 32강전                       | 16강전                   | 8강전               | 준결승              | 패자 부활전         | 결승 / 순위 결정전  | 결승 / 순위 결정전 |
| 선수          | 세부 종목 | 상대 선수 경기 결과 | 상대 선수 경기 결과          | 상대 선수 경기 결과      | 상대 선수 경기 결과 | 상대 선수 경기 결과 | 상대 선수 경기 결과 | 상대 선수 경기 결과 | 순위               |
| 포폴레 미셍가 | -52 kg    | 부전승              | A. 아브타 (IND) · 승 001–000 | D. 곽 (KOR) · 패 100-000 | 진출 실패           | 진출 실패           | 진출 실패           | 진출 실패           | 진출 실패          |